# Сила Сибіру

Мапа-схема газогону Сила Сибіру

Сила Сибіру (рос. Сила Сибири) (раніше відомий як газогін Якутія-Хабаровськ-Владивосток) — газогін у Східному Сибіру для транспортування природного газу з Республіки Саха (Якутія) в Приморський край і далекосхідні країни. Відкриття відбулося 2 грудня 2019 року.

## Історія
29 жовтня 2012 року президент Володимир Путін доручив генеральному директорові Газпрому розпочати будівництво газогону. 21 травня 2014 року, Росія і Китай підписали 30-річний газовий контракт, який був необхідний для здійснення проєкту. Будівництво було оголошено розпочатим 1 вересня 2014 року в Якутську президентом Путіним і віцепрем'єром Китаю Чжан Гаолі. 
Будівництво газогону з Владивостоку в Китай мало початися 2015 року. Проте у грудні 2015 Газпром скасував тендер на побудову 4 ділянок загальною довжиною 822 кілометри (половина трубопроводу до Іркутська).
Відкриття газогону відбулося 2 грудня 2019 року.

## Технічна характеристика
Кошторисна вартість газогону 770 млрд рублів, а інвестиції у видобуток газу становитимуть 430 млрд рублів. Передбачається ввести в експлуатацію до 2019 року. Потужність 56-дюймового (1400 мм) газогону до 61 млрд м³/рік природного газу. 38 млрд м³/рік має постачатися в Китай.

## Маршрут
Газогін матиме приблизно 3200 км завдовжки від Чаяндинського нафтогазоконденсатного родовища в Якутії до споживача. Він буде частково реалізовуватися в рамках комплексного коридору другої черги нафтогону Східний Сибір-Тихий океан. В Хабаровську газогін буде з'єднано з газогоном Сахалін-Хабаровськ-Владивосток. Разом, ці газогони будуть постачати газ на планований завод скрапленого природного газу, який вироблятиме скраплений природний газ на експорт в Японію, і планований нафтохімічний комплекс у Приморському краї. Також має бути побудовано газогін в Північний Китай.
Крім того, проєкт включає в себе 800 км газогону з Якутії в Іркутськ.